# Già la mensa è preparata

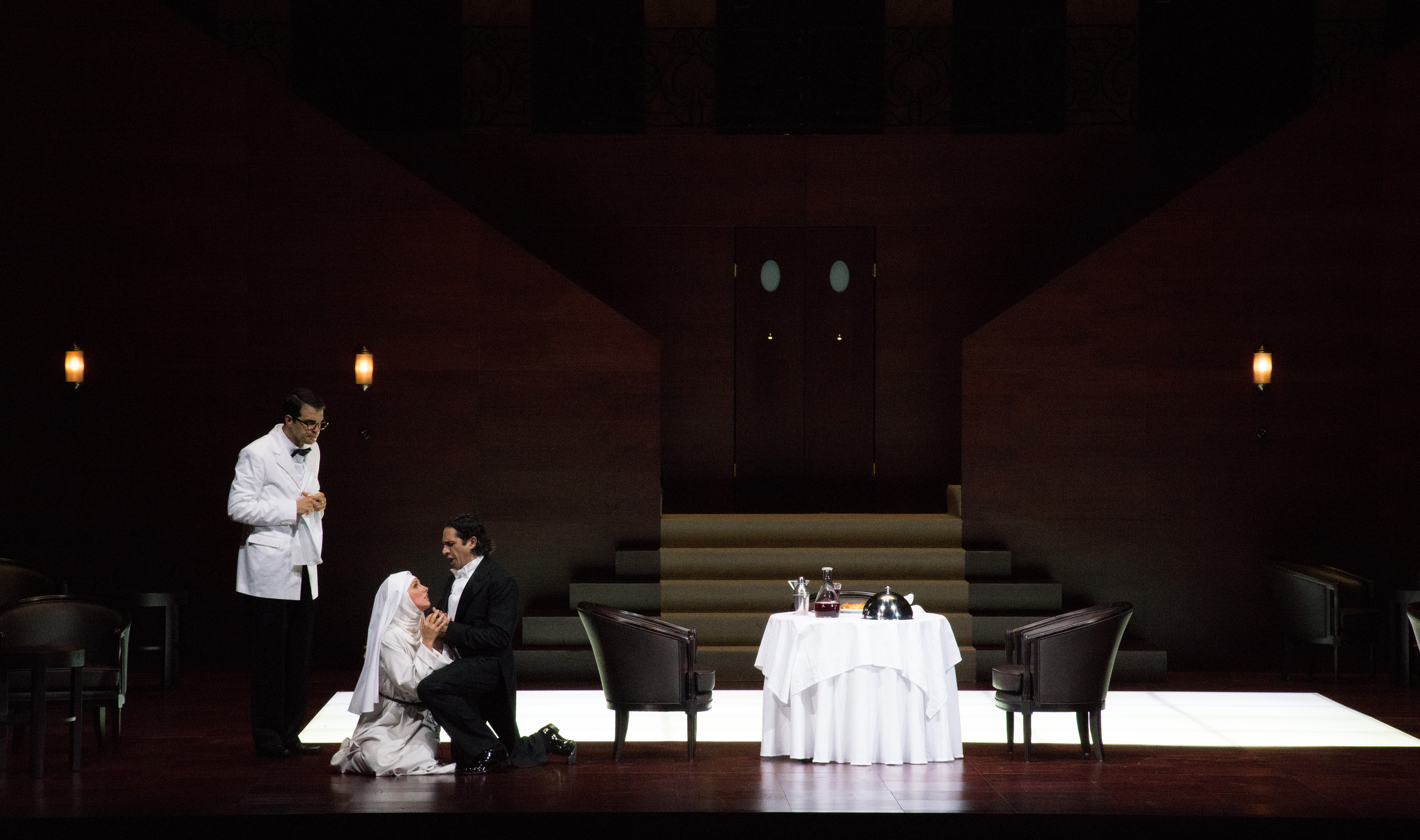
Luca Pisaroni (jako Leporello), Anett Fritsch (Donna Elvira), Ildebrando D’Arcangelo (Don Giovanni), Salzburg Festival 2014

Già la mensa è preparata (z języka włoskiego: Stół już nakryty) – tercet z tekstem w języku włoskim, pochodzący z drugiego aktu opery Don Giovanni z muzyką Wolfganga A. Mozarta i librettem Lorenza Da Pontego, początek finału dzieła. Fragment przypisany jest do ról tytułowego bohatera opery (baryton), jego sługi, Leporella (bas-baryton) oraz jednej z miłostek Don Giovanniego, Donny Elviry (sopran).

## Umiejscowienie w operze
Arystokrata zamieszkujący okolice Sewilli, Don Giovanni, po miłosnych podbojach zasiada wreszcie do wieczerzy. Zdążył już usidlić córkę Komandora, Donnę Annę, a samego jej ojca zabić w nierównym pojedynku, do tego naraził się wieśniakom, nowożeńcom Zerlinie i Masettowi, nie tylko szarmancko, słowem, ale i przemocą próbując zdobyć pannę młodą, natomiast samego chcącego wziąć odwet za małżonkę Masetta dotkliwie pobił. Ściga go też Don Ottavio, narzeczony Donny Anny i jedna ze zdradzonych dawniej tysięcy kobiet, Donna Elvira, której subretkę również próbował uwodzić. Mało tego, zdążył także zaprosić na ucztę kamienną statuę zabitego przez siebie Komandora.

### Tercet
Stół jest gotowy i służący Don Giovanniego, Leporello, serwuje doskonałe potrawy przygotowane przez pańskiego kucharza, samemu podjadając nieco z półmisków, co przeczuwając Don Giovanni każe mu gwizdać. Oprócz uczty cielesnej trwa także ta duchowa. Orkiestra gra wyjątki z oper Una cosa rara Martína y Solera, Fra i due litiganti il terzo gode Sartiego oraz Wesela Figara (KV 492) samego Mozarta.
Ucztę zakłóca wtargnięcie Donny Elviry, która choćby i ostatni raz, chce jednak podjąć próbę odzyskania uczucia dawnego kochanka, gdyż alternatywą jest dla niej jedynie zostanie mniszką. Don Giovanni drwi jednak z jej słów i próśb i żąda, aby nie zakłócała wieczerzy lub zjadła ją razem z nim. Kiedy kobieta nadal próbuje krzykiem i złorzeczeniem zmusić go do zmiany postaw i decyzji, Don Giovanni przekornie wznosi toast za kobiety i wino, które określa jako podporę i chwałę ludzkości.
Donna Elvira wybiega z komnaty Don Giovanniego i za chwilę słychać jej paniczny wrzask. Tak ją wystraszył idący do jej ukochanego kamienny posąg Komandora. Leporello wyglądający przez drzwi za Donną Elvirą również jest cały blady i niemal nie jest w stanie zrelacjonować Don Giovanniemu, co się wydarzyło.

## Obsada premier
Podczas światowej prapremiery 29 października 1787 w Teatrze Nostitza w Pradze partię Don Giovanniego śpiewał Luigi Bassi, jako Leporello wystąpił Felice Ponziani, a Donnę Elvirę zagrała Catarina Micelli. W zmienionej nieco wiedeńskiej wersji opery, której premiera miała miejsce 7 maja 1788, byli to: Francesco Albertarelli (Don Giovanni), Francesco Benucci (Leporello) i Katherina Cavalieri (Elvira).